# Kalevi Aed
Der Kalevi Aed (deutsch Kalevi Garten) war ein Stadion in der estnischen Hauptstadt Tallinn. Das Mehrzweckstadion war nach der estnischen Heldenfigur Kalev benannt. Es war von 1923 bis zum Ende der 1940er Jahre die Heimspielstätte des Fußballvereins JK Tallinna Kalev. Zwischen 1923 und 1925 absolvierte die Estnische Fußballnationalmannschaft acht Länderspiele in diesem Stadion.

## Geschichte

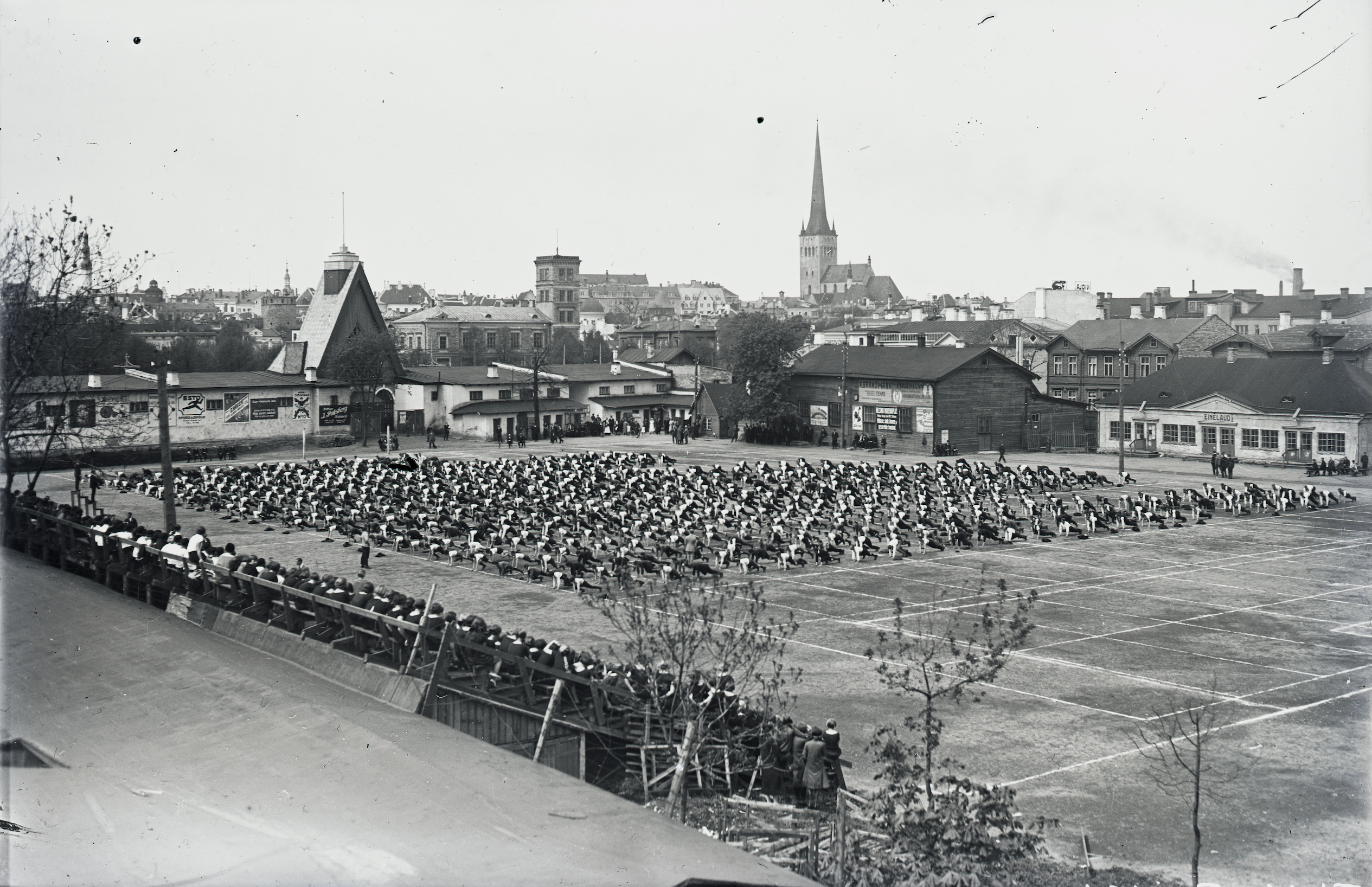
Turnfest im Kalevi Aed 1930

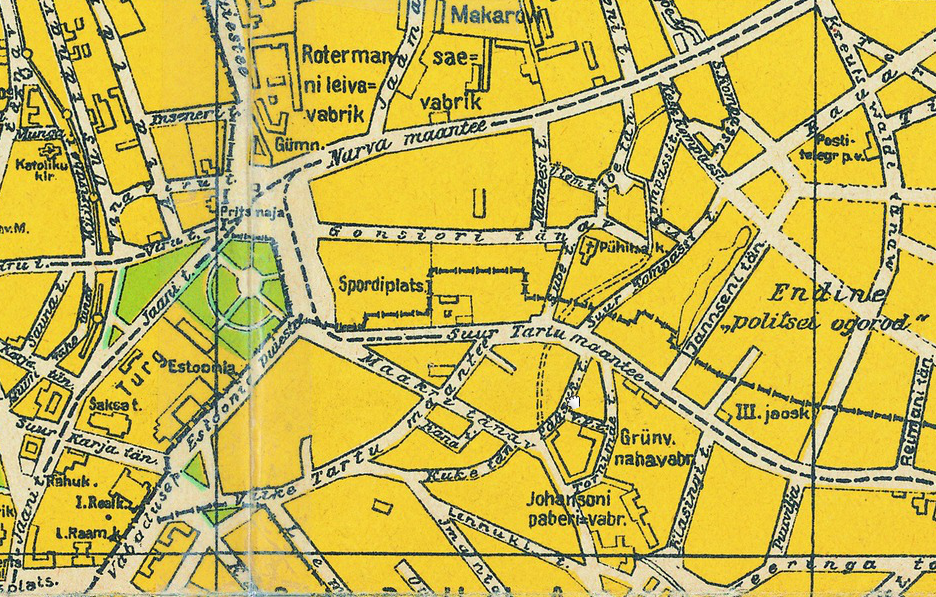
Eine Zeichnung, wo sich der Kalevi Aed (Kalevi spordiplats) im Jahr 1928 befand

Die Geschichte des Kalevi Aed begann im 19. Jahrhundert, als das Land im Besitz von Jakob Johann von Gonsior war, und an den Gesangs- und Spielverein Lootus verpachtet wurde. In dieser Zeit wurde der Ort auch Gonsiori-Garten genannt. Im Jahr 1920 verlängerte Lootus den Pachtvertrag nicht weiter und der Fußballverein JK Tallinna Kalev, der nach dem Tiigiveski jalgpalliväljak ein neues Stadion gesucht hatte, nutzte die Gelegenheit und begann mit dem Bau eines Stadions durch den Architekten Karl Burman. Am 10. Juni 1923 wurde das neue Stadion eröffnet und einen Monat später spielte erstmals die Estnische Fußballnationalmannschaft im Kalevi Aed bei einem 1:1-Unentschieden gegen Lettland vor 4.000 Zuschauern. Im Herbst 1923 wurde das Halbfinale und Endspiel um die Estnische Fußballmeisterschaft im Kalevi Aed ausgetragen. Im Halbfinale traf der JK Tallinna Kalev auf seinen Erzrivalen SK Tallinna Sport. Vor 5.000 Zuschauer gewann Kalev gegen Sport mit 1:0. Im Finale bezwang Kalev den ASK Tartu und gewann zum ersten Mal die Meisterschaft in Estland. Von 1923 bis 1925 diente das Stadion als Heimspielstätte der estnischen Fußballnationalmannschaft und war Austragungsort von acht offiziellen Nationalmannschaftsspielen, bis das Kadrioru staadion 1926 eröffnet wurde.
Neben Fußball wurde das Kalevi Aed auch für Leichtathletik, Bandy und andere Sportveranstaltungen genutzt.
In der zweiten Hälfte der 1940er Jahre wurde der Kalevi Aed abgerissen. Heute liegt das ehemalige Gelände an der Gonsiori-Straße auf dem Viru-Platz, in unmittelbarer Nähe des größten Einkaufszentrums in Estland Viru Keskus.

### Länderspiele
Im Kalevi Aed wurden acht Länderspiele der estnischen Fußballnationalmannschaft ausgetragen.
| Fußballnationalmannschaft der Männer | Fußballnationalmannschaft der Männer | Fußballnationalmannschaft der Männer | Fußballnationalmannschaft der Männer | Fußballnationalmannschaft der Männer |
| Datum                                | Begegnung                            | Begegnung                            | Begegnung                            | Ergebnis                             |
| ------------------------------------ | ------------------------------------ | ------------------------------------ | ------------------------------------ | ------------------------------------ |
| 24. Juli 1923                        | Estland                              | –                                    | Lettland                             | 1:1 (1:0)                            |
| 19. Sep. 1923                        | Estland                              | –                                    | Sowjetunion                          | 2:4 (?:?)                            |
| 25. Sep. 1923                        | Estland                              | –                                    | Polen                                | 1:4 (0:2)                            |
| 19. Juni 1924                        | Estland                              | –                                    | Türkei                               | 1:4 (1:1)                            |
| 24. Aug. 1924                        | Estland                              | –                                    | Litauen                              | 1:2 (0:1)                            |
| 5. Juli 1925                         | Estland                              | –                                    | Finnland                             | 2:0 (2:0)                            |
| 26. Aug. 1925                        | Estland                              | –                                    | Lettland                             | 2:2 (0:2)                            |
| 2. Sep. 1925                         | Estland                              | –                                    | Polen                                | 0:0                                  |